# Atalanta (Santa Catarina)
Atalanta este un oraș în Santa Catarina (SC), Brazilia.